# Obserwatorium Astronomiczne Uniwersytetu Zielonogórskiego

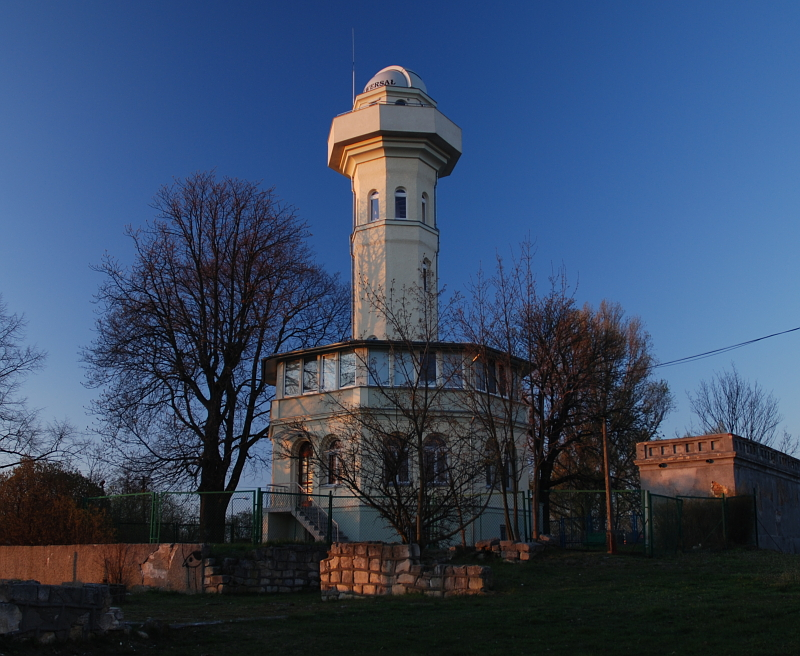
Obserwatorium – widok od strony południowo-zachodniej w 2007 roku

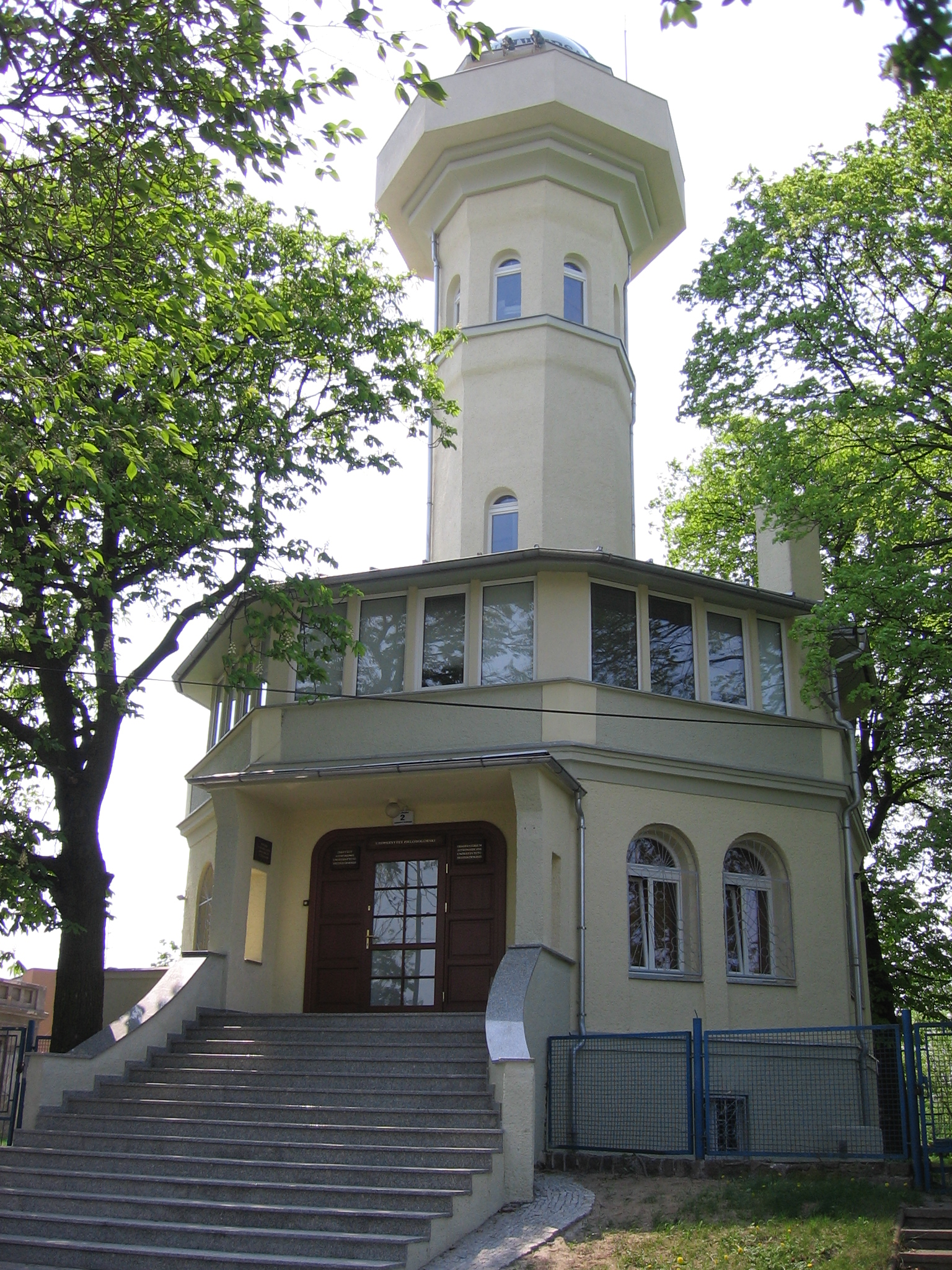
Obserwatorium – widok od strony wschodniej

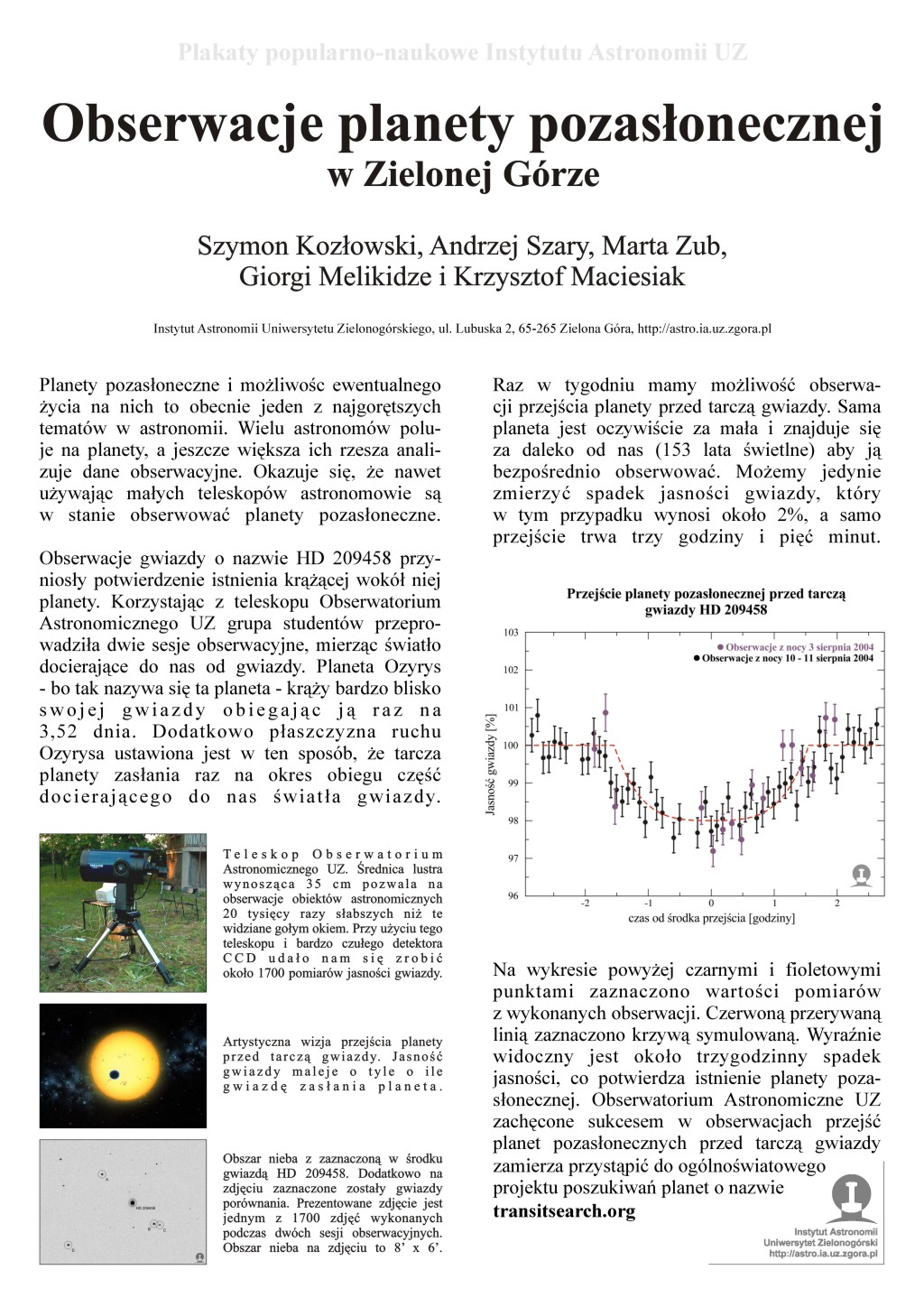
Plakat popularnonaukowy przedstawiający obserwacje dwóch tranzytów planety pozasłonecznej orbitującej wokół gwiazdy HD 209458 wykonane w zielonogórskim obserwatorium

Obserwatorium Astronomiczne Uniwersytetu Zielonogórskiego (OA UZ) – część Instytutu Astronomii w ramach Wydziału Fizyki i Astronomii Uniwersytetu Zielonogórskiego. Obserwatorium góruje nad miastem Zielona Góra i znajduje się na najwyższym punkcie Wzgórza Zielonogórskiego 203 metry n.p.m., około 2 km od centrum miasta. Obecny taras widokowy wraz z teleskopem znajduje się na wysokości 231 metrów n.p.m.
Obserwatorium mieści się w zabytkowej Wieży Braniborskiej (wieża widokowa), wybudowanej w 1860 roku. W latach 1887–1914 na szczycie wieży prowadzone były obserwacje astronomiczne oraz krajobrazu, przy użyciu małej lunety podarowanej przez profesora Wilhelma Foerstera, dyrektora berlińskiego obserwatorium astronomicznego. Przez większość XX w. w Wieży Braniborskiej mieściła się restauracja. W 1988 roku obiekt został przejęty przez ówczesne, nowo powstałe Zielonogórskie Centrum Astronomii. Obiekt został gruntownie wyremontowany, a na tarasie widokowym zamontowano ponownie małą lunetę do obserwacji nieboskłonu. W latach 90. zakupione zostały teleskopy o średnicy lustra 11 i 25 cm. Do 2001 roku, w każdą sobotę i niedzielę, na szczycie wieży prowadzone były pokazy nieba dla ludności.
W 2002 roku, na potrzeby nowo utworzonego kierunku astronomia na Uniwersytecie Zielonogórskim, zaczęto modernizować wyposażenie obserwatorium. W lecie 2005 roku szczyt budynku został ponownie gruntownie przebudowany oraz zwieńczony 3 metrową kopułą. Mieści się pod nią nowoczesny, skomputeryzowany teleskop Meade LX200 o średnicy lustra 35 cm, przekazany do obserwatorium w kwietniu 2004 roku przez niemiecką Fundację im. Humboldta. Teleskop jest wyposażony w światłoczułą kamerę cyfrową CCD (SBIG ST-8XE) oraz filtry astronomiczne UBVRI i LRGB. Teleskop ten wraz z wyposażeniem może obserwować obiekty ciemniejsze 250 tysięcy razy, niż najsłabsze obiekty widziane gołym okiem (i oddalone nawet o 500 milionów lat świetlnych od Ziemi).
W 2004 roku grupa studentów astronomii i fizyki Uniwersytetu Zielonogórskiego zaobserwowała w obserwatorium dwa przejścia planety pozasłonecznej przed tarczą gwiazdy HD 209458 (plakat po prawej stronie). W 2005 roku studenci zaobserwowali wybuch gwiazdy supernowej (o nazwie SN2005cs) w galaktyce spiralnej M51. Natomiast w 2006 roku zaobserwowano przelot małej planetoidy 2004 XP14 w pobliżu Ziemi.
Obserwatorium Astronomiczne Uniwersytetu Zielonogórskiego spełnia rolę dydaktyczną, głównie w celu szkolenia studentów astronomii Uniwersytetu Zielonogórskiego. Obserwatorium nie prowadzi obecnie stałych pokazów nieba (wyłączając z tego pokazy okazjonalne).